# Liga Mexicana de Softbol 2024
La Temporada 2024 fue la temporada debut de la Liga Mexicana de Softbol.  
Se anunció su creación el 20 de septiembre del 2023 con una conferencia de prensa del presidente de la Liga Mexicana de Béisbol, Horacio de la Vega, donde también estuvo acompañado de José Maíz García, Presidente del Consejo de Administración de los Sultanes de Monterrey; Rolando Guerrero, Presidente de la Federación Mexicana de Softbol; Gabriel Medina, Director Deportivo de la LMB: Bernardo Pasquel, Presidente Ejecutivo de El Águila de Veracruz; Gonzalo Medina, Presidente Ejecutivo de los Olmecas de Tabasco; Julissa Iriarte, umpire profesional; y las jugadoras de softbol Lupita de la Torre, Linnah Rebolledo, Stefanía Aradillas y Marlene Espinoza. 
La temporada se disputó con 6 equipos, e inició el 25 de enero del 2024 con tres juegos en Monterrey, Tabasco, y León. Cada equipo jugó 24 partidos de temporada regular, seguido de las semifinales, y la Serie de la Reina, donde Jalisco derrotó a Monterrey, 3 juegos a 1.

## Sistema de Competencia
La liga se disputará con 6 equipos. Cuenta con un rol corrido de 24 juegos por equipo con 12 de juegos como local, y 12 de visita. Para los playoffs, cuatro equipos avanzan a la postemporada, siendo sembrados de acuerdo con su porcentaje de ganados y perdidos en la temporada regular; en caso de igualdad, se recurriría al dominio y, de persistir la equidad, será con base en el diferencial de carreras.
Los playoffs se disputarán en semifinales, y la final, conocida como la Serie de la Reina, en ambas series avanza el equipo que gane 3 de 5 juegos.

### Calendario
El calendario será de 24 juegos por equipo, 12 de local y 12 de visita. Así mismo los juegos se disputarán de jueves a domingo.
| Temporada Regular | 25 de enero - 3 de marzo |                          |                                               |
| Temporada Regular | 25 de enero - 3 de marzo | Serie Inaugural          | 25 - 27 de enero en Monterrey, León y Tabasco |
| Temporada Regular | 25 de enero - 3 de marzo | Fin de temporada Regular | 1 - 3 de marzo                                |
| Playoffs          | 5 - 17 de marzo          |                          |                                               |
| Playoffs          | 5 - 17 de marzo          | Semifinales              | 5 de marzo - 10 de marzo                      |
| Playoffs          | 5 - 17 de marzo          | Serie de la Reina        | 12 - 17 de marzo                              |

## Equipos Participantes
| Liga Mexicana de Softbol 2024 |           |       |                       |                            |           |                               |
| Equipo                        | Fundación | Debut | Ciudad                | Estadio                    | Capacidad | Notas                         |
| Bravas de León                | 1978      | 2024  | León, Guanajuato      | Domingo Santana            | 6,500     | [ n. 1 ]                      |
| Charros de Jalisco            | 1949      | 2024  | Zapopan, Jalisco      | Panamericano               | 16,500    | [ n. 2 ]                      |
| Diablos Rojos del México      | 1940      | 2024  | Ciudad de México      | Universitario de Béisbol   | 1,500     | [ n. 3 ] [ n. 4 ] [ 6 ] [ 7 ] |
| El Águila de Veracruz         | 1903      | 2024  | Veracruz, Veracruz    | Universitario "Beto Ávila" | 7,789     | [ n. 5 ]                      |
| Olmecas de Tabasco            | 1975      | 2024  | Villahermosa, Tabasco | Centenario 27 de Febrero   | 8,500     | [ n. 6 ]                      |
| Sultanes de Monterrey         | 1939      | 2024  | Monterrey, Nuevo León | Monterrey                  | 21,906    | [ n. 7 ]                      |

## Posiciones
- Actualizadas las posiciones al 3 de marzo del 2023. [8]